# Kodjovi Obilalé
Kodjovi Dodji Obilalé (8 de octubre de 1984 en Lomé) es un exfutbolista togolés que jugaba como portero.

## Trayectoria
Obilalé empezó su trayectoria con el Chamois Niortais, antes de firmar con el FC Lorient en 2003. Tras un año en el equipo volvió a Togo y firmó un contrato con el Étoile Filante de Lomé, donde jugó durante 3 años. En julio de 2006 regresó a Francia para jugar con el CS Quéven, donde jugó 56 partidos en 2 años. Obilalé dejó el club en verano de 2008 al firmar con el GSI Pontivy.

## Selección de Togo
Es miembro del equipo nacional, y fue llamado para disputar la Copa del Mundo de 2006.
Jugador revelación en la Copa Africana de Naciones 2000.
Es el portero más joven en debutar con la selección togolesa, con solo 19 años.

### Participaciones en Copas del Mundo
| Mundial                        | Sede     | Resultado    |
| ------------------------------ | -------- | ------------ |
| Copa Mundial de Fútbol de 2006 | Alemania | Primera fase |

## Tiroteo
El 8 de enero de 2010, un autobús que llevaba a la Selección de Togo a la Copa de África fue tiroteado por un grupo de terroristas justo después de cruzar la frontera del Congo. Obibalé fue uno de los jugadores que recibió balazos. El 9 de enero se anunció que había fallecido, pero el presidente del GSI Pontivy desmintió esta información.
El día 10 de enero se confirmó que su estado es estable dentro de lo crítico. 
Actualmente se encuentra postrado en una silla de ruedas y recibe tratamiento de rehabilitación. La FIFA decretó donarle 100.000 dólares para la ayuda en esa rehabilitación, ante la pasividad de la federación de Togo a pagar una ayuda al guardameta.